# Gabinet Santer-Poos III
El Gabinet Santer-Poos III va formar el govern de Luxemburg del 13 de juliol de 1994 al 26 de gener de 1995. Va ser el tercer gabinet dels tres dirigits pel primer ministre Jacques Santer. Al llarg del ministeri, el viceprimer ministre va ser Jacques Poos.
Es va formar després de les eleccions legislatives luxemburgueses de 1994. Representava una coalició entre Santer del Partit Popular Social Cristià (CSV) i Poos del Partit Socialista dels Treballadors (LSAP), que havien estat una vegada més elegits entre els partits més majoritaris de la legislatura.

## Composició
| Nom   | Nom                  | Partit | Càrrec |
| ----- | -------------------- | ------ | --- |
|       | Jacques Santer       | CSV    | Primer Ministre ministre d'Hisenda Ministre de Cultura                                                                |
|       | Jacques Poos         | LSAP   | Viceprimer Ministre Ministre d'Afers Exteriors                                                                        |
|       | Fernand Boden        | CSV    | Ministre de Família i Solidaritat Ministre de Turisme Ministre pel Servei Civil                                       |
|       | Jean Spautz          | CSV    | Ministre de l'Interior Ministre de Habitatge                                                                          |
|       | Jean-Claude Juncker  | CSV    | Ministre de Finances Ministre de Treball                                                                              |
|       | Marc Fischbach       | CSV    | Ministre d'Educació Nacional i Recerca Ministre de Justícia                                                           |
|       | Johny Lahure         | LSAP   | Ministre de Salut Ministre de Medi Ambient                                                                            |
|       | Robert Goebbels      | LSAP   | Ministre d'Economia Ministre d'Obres Públiques Ministre d'Energia                                                     |
|       | Alex Bodry           | LSAP   | Ministre de Planificació Ministre de la Força Pública Ministre d'Educació Física i Esports Ministre per a la Joventut |
|       | Marie-Josée Jacobs   | CSV    | Ministre d'Agricultura i Viticultura Ministre-delegat de Cultura                                                      |
|       | Mady Delvaux-Stehres | LSAP   | Ministre de Seguretat Social Ministre de Transports Ministre de Mitjans de Comunicació                                |
|       | Georges Wohlfart     | LSAP   | Secretari d'Estat d'Afers Exteriors                                                                                   |
| Font: |                      |        | |